# Federico Vismara
Federico Vismara (Milano, 10 luglio 1997) è uno schermidore italiano, specializzato nella spada.

## Biografia
Si è laureato in economia presso l'Università commerciale Luigi Bocconi di Milano.
Cresciuto nel club Cariplo Piccolo Teatro Milano, viene in seguito ammesso nelle Fiamme Azzurre, il gruppo sportivo della Polizia Penitenziaria mantenendo, come d'uso, il doppio tesseramento.
Nel 2019 vince la medaglia di bronzo a squadre alla XXX Universiade di Napoli.
Sempre a squadre, nel 2022 conquista l'oro agli Europei di Adalia e l'argento ai Mondiali di Il Cairo..
Nel 2023 vince la medaglia d'argento individuale agli Europei di Plovdiv,  è bronzo a squadre ai Giochi Europei a Cracovia e sempre con la squadra conquista l’oro ai Mondiali di Milano.
Il 22 giugno 2024 vince la medaglia d'argento ai europei di Basilea insieme a Davide Di Veroli, Andrea Santarelli e Gabriele Cimini.
A luglio partecipa ai Giochi olimpici di Parigi 2024 dove viene eliminato ai quarti di finale dall'ungherese Tibor Andrásfi.
Il 19 gennaio 2025 viene eletto membro del Consiglio Federale della Federazione Italiana Scherma come rappresentante degli atleti per il quadriennio 2025-2029.

## Palmarès

### Risultati élite
In carriera ha ottenuto i seguenti risultati:
Mondiali
Individuale
A squadre
- Oro nella spada a Milano 2023
- Argento nella spada a Il Cairo 2022

Europei
Individuale
- Argento nella spada a Plovdiv 2023.

A squadre
- Oro nella spada ad Adalia 2022
- Argento nella spada a Basilea 2024

Giochi europei
Individuale
A squadre
- Bronzo nella spada a Cracovia 2023

Universiadi
Individuale
A squadre
- Bronzo nella spada a Napoli 2019

Campionati italiani assoluti
Individuale
- Oro nella spada a Courmayeur 2022
- Argento nella spada a Roma 2016

A squadre
- Oro nella spada a Gorizia 2017 (con la squadra del Piccolo Teatro)
- Oro nella spada a Milano 2018 (con la squadra del Piccolo Teatro)

Campionati greci
Individuale
A squadre
- Argento nel 2020

### Risultati giovani
Mondiali giovani
Individuale
A squadre
- Oro nella spada a Bourges 2016
- Oro nella spada a Plovdiv 2017

Europei Under-23
Individuale
- Bronzo nella spada a Plovdiv 2019

A squadre
- Argento nella spada a Plovdiv 2019

Europei giovani
Individuale
- Argento nella spada a Plovdiv 2017

A squadre
- Argento nella spada a Plovdiv 2017

Europei cadetti
Individuale
- Bronzo nella spada a Gerusalemme 2014

A squadre
- Argento nella spada a Budapest 2013
- Argento nella spada a Gerusalemme 2014

Campionati del mediterraneo cadetti
Individuale
- Oro nella spada a Chiavari 2014

A squadre
Campionati italiani giovani
Individuale
- Oro ad Udine Campionato Italiano U17 2013
- Argento ad Acireale Campionato Italiano U20 2016
- Argento a Belluno Campionato Italiano U23 2018
- Bronzo a Treviso Campionato Italiano U20 2015

A squadre